# Die Hungrigen und die Satten
Die Hungrigen und die Satten ist der zweite Roman des deutschen Journalisten und Schriftstellers Timur Vermes. Der satirische Roman erschien 2018 im Eichborn Verlag. 

## Inhalt
Im Zentrum der Handlung stehen 150.000 Flüchtlinge aus afrikanischen Staaten, die sich anfangs in dem größten Flüchtlingscamp der Welt in der südlichen Sahara angesammelt haben. Sie machen sich zu Fuß auf den Weg in ein als abgeschottet erscheinendes Europa und legen dabei zunächst 15 km am Tag zurück. Grenzen der Transitländer erweisen sich zunächst als relativ leicht überwindbar. Denn letztlich kann (und will außerhalb Deutschlands) niemand die vielen Flüchtlinge mit dem Ziel Deutschland, denen sich östlich des Suezkanals weitere Menschen anschließen, daran hindern, bis in die Nähe der österreichisch-deutschen Grenze zu gelangen. Der Versuch der Flüchtlinge, über diese Grenze als Menschenmasse Deutschland zu erreichen, endet in einer Katastrophe.
Die Handlung wird dargestellt 
- aus der Sicht des medienwirksam aufgebauten Anführers der Flüchtlinge, der „Lionel“ genannt wird,
- aus der Sicht von Vertretern des fiktiven privaten Fernsehsenders „my.tv“ (der bereits in Vermes' ersten Roman Er ist wieder da vorkam),
- aus der Sicht der Vertreterin einer Frauenzeitschrift sowie
- aus der Sicht deutscher Politiker
- aus der Sicht einer deutschen TV-Moderatorin namens „Nadeche Hackenbusch“

## Wirkung
Das Buch belegte direkt nach seinem Erscheinen den 1. Platz in der Bestsellerliste Belletristik Hardcover.